# Maskemane
Maskemane est une bande dessinée française collective éditée par Ankama Éditions scénarisée par Tot jusqu'au tome 10 puis par Mig et dessinée par XZF. Il raconte les aventures du célèbre Zobal Maskemane, gardien des trois principaux masques de son peuple.